# Surgy
Surgy – miejscowość i gmina we Francji, w regionie Burgundia-Franche-Comté, w departamencie Nièvre.
Według danych na rok 1990 gminę zamieszkiwało 385 osób, a gęstość zaludnienia wynosiła 24 osoby/km² (wśród 2044 gmin Burgundii Surgy plasuje się na 541. miejscu pod względem liczby ludności, natomiast pod względem powierzchni na miejscu 594.).